# Venâncio Mondlane
Venâncio António Bila Mondlane (Lichinga, 17 de janeiro de 1974) é um politico moçambicano, antigo membro dos partidos Movimento Democrático de Moçambique (MDM) e Resistência Nacional Moçambicana (RENAMO). É engenheiro florestal e bancário de profissão, não obstante ser conhecido publicamente como político, uma vez ser deputado da Assembleia da República desde 2015.

## Biografia
Estudou na Universidade Eduardo Mondlane e obteve o título de engenheiro florestal.
Entre 1990 a 2000, coordenou o Movimento “Jovens Solidários” no distrito Kambukwana, na cidade de Maputo, para apoio às vítimas das cheias de 2000, tendo sido objecto de uma cobertura jornalística exclusiva pela TVM. No princípio da década destacou-se com a criação dos Édipos e da Oficina Artístico – Literária no Ateliê doméstico do artista Mikas.[carece de fontes?]
Ao nível profissional, entre 2000 a 2002, actuou como especializado em elaboração e implementação de normas internacionais ISSO para certificação de produtos florestais e outros produtos de importação e exportação a grande escala nos portos e aeroportos na multinacional de origem suíça, a Société Générale de Surveillance (SGG). E em 2002, foi técnico sénior no grupo Millennium bim, especializado em análise económico-financeira de grandes empresas para operações de crédito, factoring, leasing e grandes investimentos; gestor corporate de grandes empresas; técnico sénior para elaboração de normas e procedimentos bancários.

### Carreira política
Iniciou o seu percurso político em 2013, depois de 10 anos (2003–2013) destacando-se na esfera pública moçambicana pelas suas abordagens como comentador-residente de vários programas televisivos e radiofónicos, com ênfase para “Especial Eleições” e “Pontos de Vista” da STV; “21.ª Hora Informação” e “A Hora da Verdade” da TIM; “A voz do Povo” e “O Grande Debate (rádio)” da TV Miramar (Moçambique); “Mais Jovem” da TVM; e comentador político da RDP África.[carece de fontes?]
Durante quase o mesmo período, foi colunista de várias publicações literário-culturais, com realce para a maior revista literária do país, a “Lua Nova” da Associação dos Escritores Moçambicanos; o “Universitário” da UEM; “Proler” do Fundo Bibliográfico de Língua Portuguesa; e a separata “Cultural” do Jornal Notícias. Também foi colunista de vários semanários nacionais, com destaque para o “Savana” e “Canal de Moçambique”.[carece de fontes?]
Ainda ao nível cívico-cultural, foi, em 2013, o único jovem da Comunidade dos Países de Língua Portuguesa seleccionado para o Programa International Leadership Program (IVLP) da iniciativa do então Presidente americano Barack Obama e coordenado pelo Departamento de Estado dos Estados Unidos da América.[carece de fontes?]
A porta de entrada do seu percurso político foi o então recém-fundado Movimento Democrático de Moçambique (MDM). Foi candidato a Presidente do Conselho Municipal da Cidade de Maputo pelo MDM, nas eleições autárquicas de 2013, tendo pela primeira na história levado a oposição a conseguir uma cifra de 42 por cento dos assentos. Tornou-se, por conseguinte, Chefe da Bancada do MDM na Assembleia Municipal da capital do país, entre 2014 a 2015, ano em que foi eleito deputado na Assembleia da República pelo Partido MDM, assumindo as funções de relator da bancada.[carece de fontes?]
Mudou-se depois para o partido Renamo, maior partido da oposição no país, onde em 2019 passou a ser assessor particular do Presidente da RENAMO para Assuntos Políticos e Mandatário Nacional deste partido.[carece de fontes?]
No ano seguinte, foi eleito deputado na Assembleia da República pelo partido RENAMO para IX Legislatura, assumindo as funções de relator da bancada, seu cargo actual.[carece de fontes?]
Participou nas eleições autárquicas de 2023 pela RENAMO, para a cidade de Maputo.[carece de fontes?]
Durante essas eleições, a Frente de Libertação de Moçambique (FRELIMO) foi inicialmente declarada vencedora em Maputo com 58,78% dos votos, enquanto a RENAMO obteve 33,59% e o MDM 6,8%.[carece de fontes?]
No entanto, Mondlane e a RENAMO contestaram esses resultados, alegando fraude eleitoral e irregularidades, e reivindicaram a vitória com base em suas contagens paralelas que indicavam 55% dos votos para a RENAMO.
A insatisfação com a condução do processo eleitoral e a subsequente disputa interna na RENAMO levaram Mondlane a fundar seu próprio partido político, o Coligação Aliança Democrática (CAD), após não ser aceito como candidato à presidência da RENAMO. O partido indicou que Mondlane não possuía os 15 anos de experiência exigidos para concorrer ao cargo de presidente da RENAMO.
Venâncio Mondlane concorreu às eleições de 9 de outubro de 2024, com a candidatura suportada pelo partido PODEMOS.

## Vida religiosa
Em 2015, tornou-se pastor cristão pentecostal da Igreja Ministério Divina Esperança em Maputo. 